# Floris Schouten Vrouwenpolder
De Floris Schouten Vrouwenpolder is een polder en een voormalig waterschap in de Nederlandse provincie Zuid-Holland, in de voormalige gemeente Sassenheim. De Floris Schouten Vrouwenpolder bestond vroeger uit twee polders, de Floris Schoutenpolder en de Vrouwenpolder. Deze werden samengevoegd in 1658.
De Floris Schoutenpolder werd gesticht op 5 mei 1565, door Cornelis Willemsz. van Heemskerk en werd vernoemd naar zijn broer, Floris Willemsz. Schouten (ca. 1500 - <1568). De Vrouwenpolder werd gesticht in 1633.
Het waterschap was verantwoordelijk voor de vervening, drooglegging en later de waterhuishouding in de polders.